# معمر سن
معمر سن (بالتركية: Muammer Sun)‏ هو ملحن تركي، ولد في 15 أكتوبر 1932 في أنقرة في تركيا.

## روابط خارجية
- معمر سن على موقع IMDb (الإنجليزية)
- معمر سن على موقع ميوزك برينز (الإنجليزية)